# Gardunha
A Gardunha hegyvidék (portugálul: Serra da Gardunha), (a régi mór eredetű név menedéket jelent). Gardunha, vagy Guardunha, Portugália középső részén helyezkedik el a Centro régióban, a Serra da Estrela hegységen túl, a Cova da Beira síkság közelében. Dénes portugál király idejében főleg szőlőültetvények borították, majd a király parancsára az ültetvényeket kivágták és helyükre gesztenyefákat ültettek az Alcambar-völgyben. A völgy királyi ligetek néven vált közismertté.
Emberi gondatlanság miatt a gesztenyeerdő egy részét tüzek pusztították el 2003-ban és 2005-ben, de jelentős részén újratelepítették a hegyoldalakat. A gesztenyefákon kívül tölgyerdők, paratölgyesek, fenyvesek és eperfaligetek is találhatóak errefelé.
A hegyvidék legmagasabb pontja a Pirâmide csúcs, amely 1227 méterrel magasodik a tengerszint fölé.
A hegység a Natura 2000 természetvédelmi területek közé tartozik. Élővilága miatt fokozottan védett természetvédelmi terület. A hegységben mintegy 80 madárfaj található. Az emlősök közül vörös róka, őz, mezei nyúl, borz, mongúz, sünök, menyétfélék élnek a vidéken. 

## Fordítás
Ez a szócikk részben vagy egészben  a   Gardunha című angol Wikipédia-szócikk ezen változatának fordításán alapul.  Az eredeti cikk szerkesztőit annak laptörténete sorolja fel. Ez a jelzés csupán a megfogalmazás eredetét és a szerzői jogokat jelzi, nem szolgál a cikkben szereplő információk forrásmegjelöléseként.